# La morte dall'occhio di cristallo
La morte dall'occhio di cristallo (Die, Monster, Die!) è un film del 1965 diretto da Daniel Haller.
La storia, liberamente ispirata al racconto horror fantascientifico Il colore venuto dallo spazio di Howard Phillips Lovecraft, verte su un uomo che si reca in una cittadina dove aleggia una strana e malefica atmosfera.

## Trama
Stephen Reinhart si reca a Arkham, tipica piccola cittadina di contea inglese, per trascorrere un periodo di vacanza su invito della sua compagna di università, Susan, con la quale ha anche un rapporto affettivo. Tuttavia, già dal momento in cui scende dal treno con valigia e impermeabile, incontra una notevole ostilità e reticenza degli abitanti quando chiede di essere indirizzato a villa Witley.
Una volta arrivato all'immenso cancello ed aver intrapreso la via per arrivare alla villa, nota che il parco è immerso in una strana nebbia e tutta la vegetazione è spoglia e marcescente. Arriva a toccare un ramo e gli si sbriciola tra le mani.
Arrivato in casa, viene accolto con freddezza dal padre di lei, Nahum, un signore su una sedia a rotelle spinto dal proprio maggiordomo. Susan gli fa conoscere anche la madre, Letitia, che è molto malata e vive in penombra dietro strane tende nel letto a baldacchino la quale, poi, chiederà a Stephen di fuggire al più presto con Susan, in quanto quel posto è malsano ed intriso delle maledizioni del suocero, che si suppone avesse evocato il male e sul quale giravano insistenti accuse di stregoneria, inoltre viene a sapere che la cameriera è impazzita e si aggira come uno spettro nel parco.
Stephen, aiutato da Susan, comincia ad indagare per scoprire le origini della malattia della vegetazione fino a scoprire che all'interno del pozzo, nei sotterranei della villa, si nasconde un meteorite che emette una inquietante luce verde radioattiva.
Gli abitanti della villa, essendo stati esposti per troppo tempo, hanno via via accumulato una serie di trasformazioni a volte letali, come nel caso del maggiordomo che muore in circostanze misteriose subito dopo l'arrivo di Stephen. Per difendere il segreto, il padre Nahum, ormai reso folle dalle radiazioni si tuffa nel pozzo riemergendo come uno zombie radioattivo che Stephen riesce a neutralizzare non senza difficoltà, mentre un rogo devasta il castello.
Nel finale si vede il sole che riesce a fare capolino nella nebbia e a illuminare di nuovo il parco.